# 香港越南船民問題

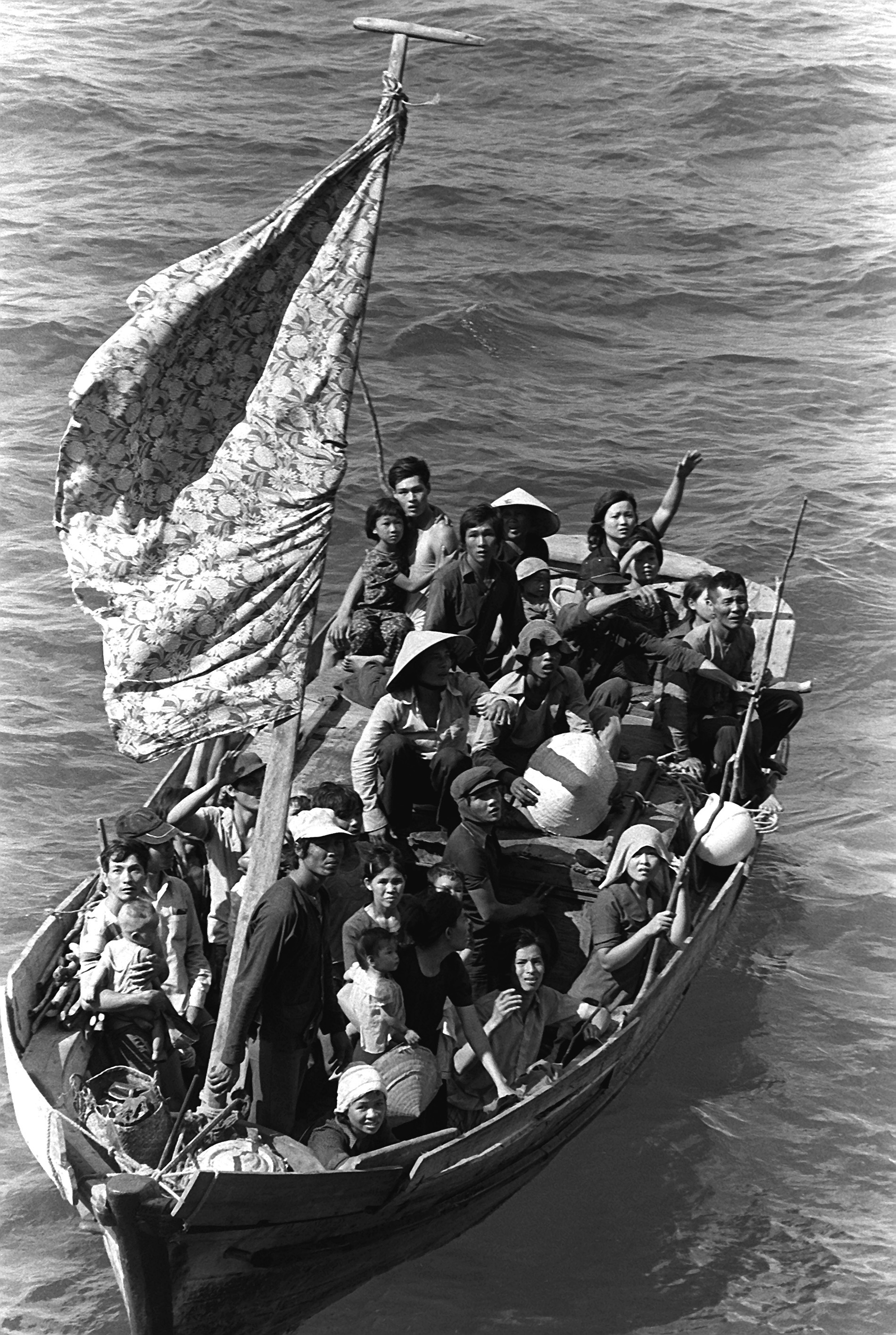
在海上度過八天後，這些逃難者自越南金蘭灣東北350英里處的一艘35英尺長的漁船上被安置到藍嶺號兩棲指揮艦 (LCC-19)之上，攝於1984年5月15日。

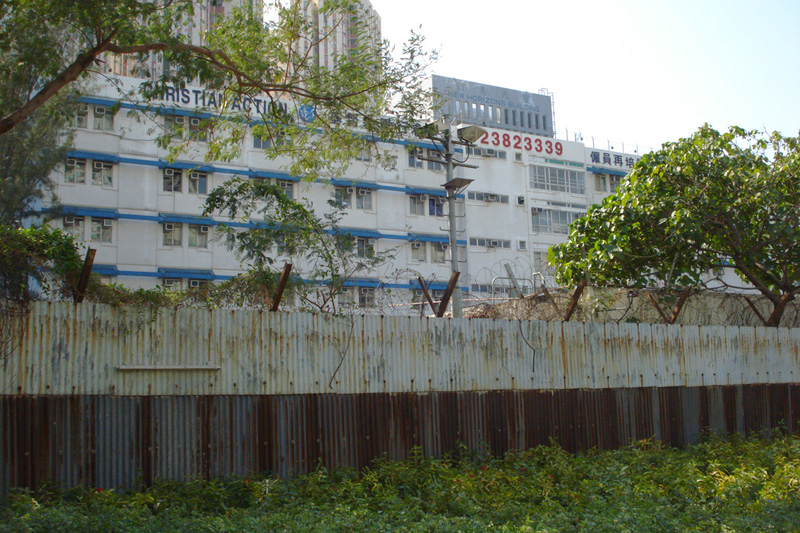
啟德難民營及新秀大廈

香港越南船民問題是一個困擾了香港達25年的問題，自1970年代至1980年代間，至2000年7月17日香港最後一個難民營結束時，香港共接收高達20萬名船民。大量船民雖然在經濟、治安上為香港帶來沉重負擔，但這亦是香港歷來最龐大的國際人道救援行動。

## 概況

### 越戰結束
越戰於1961年爆發，至1975年4月30日西貢淪陷後結束，南越在北越及越共游擊隊的進攻下投降。不少人對共產政權感到恐懼，紛紛逃亡。首批進入香港的難民為數3,743人，他們於1975年5月4日隨丹麥註冊貨輪「嘉娜馬士基號」到香港，這批難民全數得到港府收容，登岸後獲安排到駐港英軍騰空後的軍營居住，同時因為當日也是英屬香港元首伊利沙伯二世抵達香港展開首天訪港行程的大日子，女皇訪港的新聞把第一批越南難民抵港的消息完全蓋過，所以難民抵港的新聞在當時並沒有引起太多香港市民的關注。隨後幾年均有難民抵港。然而，當時南北越正實施半年的自由通行政策，期間傳出越南統一後可能會維持南北分治，憧憬南越高度自治下，越南的出走人數仍相對溫和，但不久越共在全國實施高壓統治及展開連串清洗行動，充公華裔越南人的資產，並且一度廢除南越貨幣，終於引發大規模的難民潮。
1978年12月，載着2,700多名越南難民之「匯豐號」台灣貨輪駛進香港領海，英國駐港皇家海軍及香港水警在海上截停「匯豐號」，由於船上的難民人數眾多，而歐美國家這時對庇護越南難民的審批條件越來越嚴格，港府不肯定他們能否獲得第三國收容，所以不允許難民船靠岸，雙方僵持三週多，至1979年1月19日，因為船上物資短缺及衛生情況越趨惡劣，最終港府基於人道理由准許難民登岸。
1979年2月8日，又有一艘載着2,600多名難民的「天運號」在夜幕下進入香港領海。「天運號」是一艘排水量3,500噸的巴拿馬籍貨船，該艘貨船被阻截後，港府不允許其在香港靠岸。因為恐怕難民船將陸續有來，是否有第三國願意協助接收難民又情況未明，因此「天運號」只能下錨停在海上，港府則提供物資援助。直至4個半月後的6月29日，有船民切斷貨船的錨鏈，整艘貨船因此在風浪中漂流，直至撞到南丫島附近的礁石擱淺，船身入水下沉。船民紛紛游到鄰近的岸邊，警察展開圍捕，最終所有船民獲准許登岸，被安置到異常擠擁、人數過萬的難民營。這宗持續數個月的事件演變成受國際關注的人道主義問題，聯合國召開會議討論越南難民危機，探討國際如何分擔接收越南難民的責任，亦為持續影響香港達四分之一個世紀的香港越南船民問題寫下重要一頁。
1979年7月，英國政府在日內瓦簽署一項關於處理越南難民問題的國際公約，其中內容包括將香港列為「第一收容港」。從越南出走的難民，將會由第一收容港先行接收，再由西方國家甄別難民資格，獲甄別為難民，便有機會到願意接收難民的西方國家定居，剩下的則由第一收容港政府遣返原居地，當時香港和馬來西亞同意先行接收難民及提供臨時庇護，上岸後的開支則將由聯合國難民署承擔。同時，越共政府正在南越多個城市進行殘酷的清洗和再教育活動，大量越南難民一批批蜂擁而至，1979年的一年內便有超過68,700人抵港。雖然越南難民船也有前往馬來西亞、菲律賓、新加坡、台灣，甚至遠至日本及澳洲，但由於東南亞及台灣對待越南難民的態度嚴苛，甚至不惜以武力將入境的難民船拖回公海，亦有部分國家表明不會直接接收抵達的難民及不讓難民船在本土靠岸，難民只能暫住在外島的難民營，而香港在區內的經濟水平相對較高並由英國統治，也較重視人道處理尋求庇護者，故此大部分船民都選擇前往香港。至1980年已超過10萬名船民抵達香港。

### 1980年代
1970年代抵達香港的越南難民最初被安置在駐港英軍軍營，如深水埗軍營的空置營房，隨著難民不斷湧入香港，港府需要設立專門的難民營。早期的難民營都採取半開放的管理模式，管理較為寬鬆，難民獲簽發難民證後，可在日間進出難民營，有部分懂粵語的難民更在香港覓得工作，他們可一邊賺取收入，一邊等候第三國收容，但1979年起不斷有大量難民湧到香港，港府在1982年將難民營改為禁閉營模式，自此新抵港的難民將被扣留在禁閉營，難民一般不獲批准離營，只能夠在營內活動，以減低難民來港的誘因，禁閉營設立初期，抵港的越南難民一度減少，但之後又呈上升趨勢，故此港府在1988年設立「甄別政策」，所有新抵港的船民先會解到指定的羈留營作為中轉站，以甄別難民資格，符合難民資格的難民會被轉到禁閉式難民營等候第三國收容，如甄別結果為非難民，將被轉移到禁閉式運作的船民營等候遣返，故此香港在1980年代末期的難民及船民營可分為三類，分別是收容在1982年禁閉營政策實施前抵港難民的半開放式難民營，1982年起設立的禁閉式難民營，以及1988年實施「甄別政策」後的船民羈留營。
1983年，不少逃到中國大陸的越南難民因誤信香港非法入境者可獲特赦的傳言而進入香港，而西方國家亦逐漸減少收容到香港的越南人。香港政府遂於1988年6月16日起實施「甄別政策」，對偷渡到香港的越南人作背景審查，以核實其離開原居地前往香港的理據，在甄別政策下，因為受到政治迫害而抵達香港的越南居民被定義為「難民」，其他包括因為經濟狀況而抵達香港的非難民則被定義為「船民」。凡是因經濟問題等非政治原因而進入香港的越南船民，他們會被視為非法入境者，不會獲安排前往第三國，也不會獲批香港居留權，並將會被遣返回越南。此政策透過香港電台以越南話播放，去試圖阻止大量越南人進入香港，該段廣播成為廣為香港人熟悉的「北漏洞拉」廣播。甄別政策於1994年10月完成。
1987年初有一艘抵達香港的越南難民船在海上被攔截，香港政府根據機制給予這艘難民船兩項擇一的抉擇，船上全體人員在無限期扣留或接受補給繼續行程的抉擇中選擇了後者，船上人員簽署香港人民入境事務處的自行抉擇書同意離境，並且在港府給予物資補給後離開香港領海續航北上。當行抵福建金門申請庇護被拒，於3月7日被中華民國陸軍烈嶼駐軍屠船滅口、隱暪文件並焚船毀證滅跡而造成三七事件。

### 1990年代
1980年代後期，香港政府應中國政府提出的要求在1997年主權移交前解決越南難民問題，港府開始與越南政府展開接觸，討論遣返越南人回國的問題，但越南政府最初只答應收回自願回國的船民，第一批自願遣返的越南人於1989年成行，由港府安排的包機送返越南。到1990年代，香港政府向越南政府提出交涉後，越南政府同意收回其滯留香港的國民，不再以自願回國為先決條件，並承諾不會向被遣返越南的國民追究偷渡離境的責任。港府之後對不符合難民資格的越南船民開始執行有秩序遣返行動。港府最初實施的是「自願遣返」，協助接受勸說的越南船民返回當地。雖然港府事先與越南當局達成協議，保證他們回國後不會受到政治迫害，不過甚少越南船民接受自願遣返，港府於是實施「強制遣返」，將越南船民分批從船民扣留中心押送到啟德機場，並由港府租用的L-100「大力士」運輸機（民用版C-130運輸機）將越南船民遣返越南。在此期間難民營內曾發生多次衝突，除了因為反對港府強制遣返外，來自南越及北越的船民也經常在營內發生爭執及集體打鬥，所以在分配營房時需要將兩派船民分開。較大型的難民營騷動為發生於1992年2月初在「石崗船民中心」及1994年4月初在「白石船民中心」。前者造成24名船民死亡，後來18名船民被控謀殺。本案件審訊為1993年11月至1994年11月29日，共維持了398日，甚至破了刑事審判歷時最久的世界紀錄。
至1997年6月主權移交前夕，仍然有約3,400名沒有居留權的越南人滯留香港，當中1,400名是難民，900名是船民，餘下的1,100名是非法入境者，而1,400名難民中約一半曾因犯罪留有案底，他們因而難以得到第三國收容。

### 香港主權移交後
隨著越南形勢的轉變及香港主權移交後政治及社會情勢的變化，香港特別行政區政府於1998年1月9日取消「第一收容港」政策。2000年2月推出融入政策，為部分仍然滯留香港的難民或船民提供申請在港居留的途徑：被甄別為難民，但未能獲得第三國收容的越南難民；以及於1988年實施甄別政策之前抵達香港，但仍然滯留香港的船民，可申請香港身份證及在香港定居。由1975年至2005年，香港總共收容超過20萬名的越南難民或船民，其中143,714名難民獲得外國收容，6萬7千多名船民被遣返。至2005年年底為止，有1,385名難民或船民獲准在香港定居。另有小部分船民，因為在難民營觸犯法例而在香港被羈留，當中又有小部分是在1988年甄別政策實施後抵達香港，但不符合難民資格，即使出獄後，至2021年仍被無限期羈押在大潭峽懲教所的智慧監獄等候最終處理方案及程序。
英國政府將香港列為難民的「第一收容港」，但出於人道的收容政策卻使香港政府承受重擔。每收容一名越南難民，香港政府每年大約需要花費公帑1萬2千港元，至1998年為止，聯合國難民專員公署欠下香港11.62億港元的債務，截至2015年都未有還款，不過特區政府回應時承認沒有權力強制聯合國機構還款，而非法入境者的收容開支向來都是由扣留國承擔，香港也不曾向中國大陸偷渡到香港的非法入境者或其原居地政府追收暫時收容的款項。

## 相關影視作品
- 1981年電影《胡越的故事》

- 1982年電影《投奔怒海》：描述南北越南统一以后的生活。

- 1979年電視劇《抉擇》：朱江所飾的主角便是一名越南難民，在海上遇難，但得石堅所飾的好心老漁翁救起，爾後出人頭地移居美國。

- 1988年電視劇《誓不低頭》：片中歹角陸國榮（曾江飾演），本來在越南已經是銀行經理，因越戰使其家散人亡而偷渡到香港投靠舅舅（鄭君綿飾演），但因求職碰壁，屢遭舅母（李香琴飾演）冷嘲熱諷，結果把舅舅全家殺害，並嫁禍給好友謝文武（鄭少秋飾演），之後卻成為巨富。

- 1989年電影《英雄本色III夕陽之歌》：由周潤發、梅艷芳及梁家輝主演，故事背景發生於1974年的越南西貢，講述Mark哥（周潤發飾演）發跡之前在越南的一段故事。

- 1989年電視電影《難民營風暴》：由劉青雲、王書麒及徐忠信主演。

- 1991年電視劇《今生無悔》：由黎明、周海媚及邵美琪擔綱演出，邵美琪扮演一位原來居住在禁閉營的越南船民，後來偷走出難民營，並與黎明飾演的角色程朗相戀，但不為程朗的家人接受，幸而二人的戀情都得到家人的諒解。

- 1992年電影《浮世戀曲》：陳耀成執導，以雜誌女編輯敏珍（陳令智飾演）因看到挪威女演員莉芙·厄爾曼譴責香港政府遣送越南難民回越南，決意寫信給她表達身為港人的觀感為故事背景。

## 相關地方

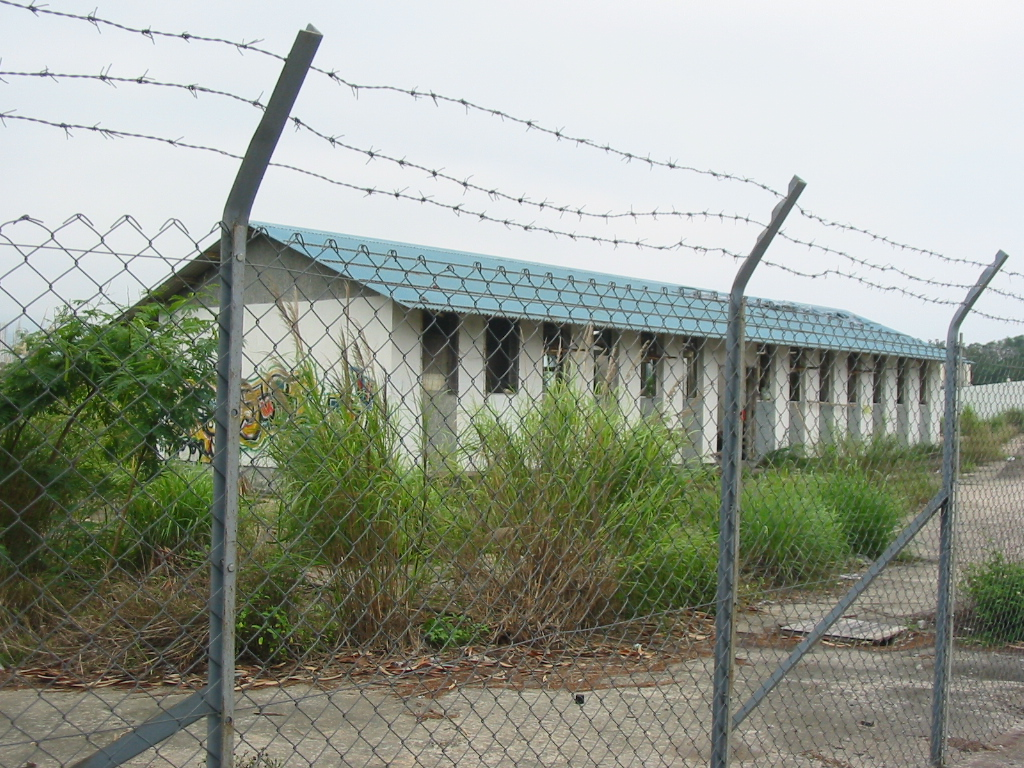
白石船民中心

- 懲教署越南船民羈留中心
- 其他越南船民營：望后石越南難民中心（香港明愛管理）、石崗船民中心（香港警務處管理）、大鴉洲羈留中心（非政府機構「香港難民服務中心」管理[24]）、海港羈留中心等（民眾安全服務隊管理）

## 外部連結
- 入境事務處 （页面存档备份，存于）
- 香港地方: 昔日的越南難民營及船民營 （页面存档备份，存于）
- 越南難民、船民和非法入境者 （页面存档备份，存于）